# Torneo Apertura 2017 de Segunda División de Costa Rica
El Torneo de Apertura 2017 fue la edición 82.° del torneo de liga de la Segunda División del fútbol costarricense.

## Sistema de competición
El torneo de la Liga de Ascenso está conformado en dos partes:
- Fase de clasificación: Se integra por las 18 jornadas de cada grupo.
- Fase final: Se integra por los partidos de cuartos de final, semifinal y final.

### Fase de clasificación
En la fase de clasificación se observará el sistema de puntos. La ubicación en la tabla general está sujeta a lo siguiente:
- Por juego ganado se obtendrán tres puntos.
- Por juego empatado se obtendrá un punto.
- Por juego perdido no se otorgan puntos.

En esta fase participan los 18 clubes de la Liga de Ascenso, los cuales son divididos en dos grupos. Las jornadas se disputarán únicamente entre los equipos de cada grupo, por lo que no podrán enfrentarse todos contra todos, para agilizar los costos de los itinerarios y reducir las largas distancias entre las provincias.
El orden de los clubes al final de la fase de calificación del torneo corresponderá a la suma de los puntos obtenidos por cada uno de ellos y se presentará en forma descendente. Si al finalizar las 18 jornadas del torneo, dos o más clubes estuviesen empatados en puntos, su posición en la tabla general será determinada atendiendo a los siguientes criterios de desempate:
1. Mayor diferencia positiva general de goles. Este resultado se obtiene mediante la sumatoria de los goles anotados a todos los rivales, en cada campeonato menos los goles recibidos de estos.
2. Mayor cantidad de goles a favor, anotados a todos los rivales dentro de la misma competencia.
3. Mejor puntuación particular que hayan conseguido en las confrontaciones particulares entre ellos mismos.
4. Mayor diferencia positiva particular de goles, la cual se obtiene sumando los goles de los equipos empatados y restándole los goles recibidos.
5. Mayor cantidad de goles a favor que hayan conseguido en las confrontaciones entre ellos mismos.
6. Como última alternativa, el comité de competición realizaría un sorteo para el desempate.

### Fase final
Al término de la primera fase, los cuatro equipos mejores ubicados de cada grupo clasifican directamente a los cuartos de final. El orden las etapas es el siguiente:
- Cuartos de final
- Semifinales
- Final

Los partidos de cuartos de final se jugarán ida y vuelta emparejados de la siguiente manera:
Los encuentros de las semifinales se disputarán de esta forma:
Disputarán el título de Campeón del Torneo de Clausura, los dos clubes vencedores de la fase semifinal correspondiente, reubicándolos del uno al dos, de acuerdo a su mejor posición en la tabla general de clasificación al término de la jornada 18 de la competencia. Además, el conjunto vencedor garantiza un puesto en la final nacional por el ascenso.

## Arbitraje
A continuación se mencionarán los árbitros que estarán presentes en el torneo:
| - Aniceto Solís - Bryan Cruz - Carlos Salazar - Cristian Hernández - Cristian Rodríguez - David Gómez - Eduardo Arroyo - Eduardo Blanco - Engel Pérez - Enuer García | - Erick Sánchez - Isaac Mendoza - Javier Rojas - Jimmy Torres - Jean Carlo Jiménez - Jefferson Vargas - Jesus Montero - Jheriel Valverde - Jorge Cordero - José Montero | - José Solórzano - Josué Ugalde - Juan Carlos Sánchez - Kenneth Díaz - Kevin Astorga - Kimberly Moreira - Leslie Macré - Luis Granados - Medardo Quesada - Marianela Araya | - Marvin Meza - Nelly Alvarado - Reynaldo Sequeira - Ricardo Martínez - Rigoberto Prendas - Victor Robles - Warner Valverde - William Chow - William Matuus |

### Uniformes
| Uniforme Arbitral Negro | Uniforme Arbitral Amarillo | Uniforme Arbitral Rosa |

## Ascenso y descenso
| Pos | a la Liga de Ascenso |
| --- | -------------------- |
| 12º | A.D. San Carlos      |

| Pos | a la Liga FPD    |
| --- | ---------------- |
| 1º  | Municipal Grecia |

| Pos | a la LINAFA         |
| --- | ------------------- |
| 18º | Municipal Coto Brus |

| Pos | a la Liga de Ascenso |
| --- | -------------------- |
| 1º  | Municipal Santa Ana  |

## Información de los equipos
| Equipo                    | Entrenador         | Estadio                        | Ciudad                        | Transmisión |
| ------------------------- | ------------------ | ------------------------------ | ----------------------------- | ----------- |
| AS Puma                   | Édgar Carvajal     | Polideportivo de Pérez Zeledón | Pérez Zeledón, San José       |             |
| Aserrí F.C.               | Hugo Viegas        | Polideportivo de Aserrí        | Aserrí, San José              |             |
| A.D. Barrio México        | Alexis Alfaro      | "Coyella" Fonseca              | Pavas, San José               |             |
| A.D. Cariari Pococí       | Víctor Badilla     | Comunal de Cariari             | Pococí, Limón                 |             |
| A.D. Cartagena Guanacaste | Eduardo Ortiz      | Guillermo Vargas               | San Ramón, Alajuela           |             |
| Curridabat F.C.           | Ronald Mora        | "Lito" Monge                   | Curridabat, San José          |             |
| A.D. Guanacasteca         | Francisco Arias    | Chorotega                      | Nicoya, Guanacaste            |             |
| F.C. Moravia              | Robert Arias       | Luis Ángel "Pipilo" Umaña      | Moravia, San José             |             |
| A.D. Jicaral Sercoba      | Fernando Palomeque | Luis "Chochi" Briceño          | Lepanto, Puntarenas           |             |
| A.D. Juventud Escazuceña  | Juan Carlos Gamboa | Nicolás Masís                  | Escazú, San José              |             |
| Municipal Santa Ana       | Kenneth Barrantes  | Piedades de Santa Ana          | Santa Ana, San José           |             |
| A.D. San Carlos           | Fernando Sosa      | Carlos Ugalde Álvarez          | San Carlos, Alajuela          |             |
| A.D. Municipal Turrialba  | Bernard Mullins    | Rafael Ángel Camacho           | Turrialba, Cartago            |             |
| A.D. COFUTPA              | Géiner Segura      | "Palmareño" Solís              | Palmares, Alajuela            |             |
| Puntarenas F.C.           | Luis Diego Arnáez  | "Lito" Pérez                   | Puntarenas                    |             |
| A.D. Santa Rosa           | Marco Martínez     | Cancha de Santa Rosa           | Santa Cruz, Guanacaste        |             |
| Sporting San José         | Randall Row        | Ernesto Rohrmoser              | Pavas, San José               |             |
| C.S. Uruguay de Coronado  | Gerardo Ureña      | El Labrador                    | Vázquez de Coronado, San José |             |

## Tabla de posiciones

### Grupo A
|    | Equipos                   |  | PJ | PG | PE | PP | GF | GC | Dif. | Pts. |
| -- | ------------------------- |  | -- | -- | -- | -- | -- | -- | ---- | ---- |
| 1. | A.D. Jicaral Sercoba      |  | 16 | 11 | 3  | 2  | 33 | 17 | +16  | 36   |
| 2. | A.D. COFUTPA              |  | 16 | 11 | 2  | 3  | 32 | 17 | +15  | 35   |
| 3. | Puntarenas F.C.           |  | 16 | 10 | 4  | 2  | 29 | 10 | +19  | 34   |
| 4. | A.D. San Carlos           |  | 16 | 8  | 2  | 6  | 31 | 23 | +8   | 26   |
| 5. | Municipal Santa Ana       |  | 16 | 7  | 3  | 6  | 27 | 16 | +11  | 24   |
| 6. | A.D. Santa Rosa           |  | 16 | 6  | 2  | 8  | 32 | 32 | 0    | 20   |
| 7. | A.D. Cartagena Guanacaste |  | 16 | 5  | 1  | 10 | 14 | 32 | -18  | 16   |
| 8. | A.D. Guanacasteca         |  | 16 | 4  | 3  | 9  | 23 | 26 | -3   | 15   |
| 9. | A.D. Barrio México        |  | 16 | 0  | 0  | 16 | 0  | 48 | -48  | 0    |

### Grupo B
|    | Equipos                  |  | PJ | PG | PE | PP | GF | GC | Dif. | Pts. |
| -- | ------------------------ |  | -- | -- | -- | -- | -- | -- | ---- | ---- |
| 1. | A.D. Municipal Turrialba |  | 16 | 9  | 4  | 3  | 29 | 20 | +9   | 31   |
| 2. | Sporting San José        |  | 16 | 8  | 3  | 5  | 28 | 21 | +7   | 27   |
| 3. | AS Puma                  |  | 16 | 8  | 2  | 7  | 32 | 27 | +5   | 26   |
| 4. | A.D. Juventud Escazuceña |  | 16 | 7  | 4  | 5  | 18 | 18 | 0    | 25   |
| 5. | Curridabat F.C.          |  | 16 | 6  | 5  | 5  | 27 | 22 | +5   | 23   |
| 6. | C.S. Uruguay de Coronado |  | 16 | 6  | 5  | 5  | 25 | 25 | 0    | 23   |
| 7. | A.D. Cariari Pococí      |  | 16 | 6  | 4  | 6  | 28 | 28 | 0    | 22   |
| 8. | Aserrí F.C.              |  | 16 | 5  | 2  | 9  | 25 | 31 | -6   | 17   |
| 9. | F.C. Moravia             |  | 16 | 1  | 3  | 12 | 18 | 38 | -20  | 6    |

| Simbología |
| --- |
| Pos – Posición; PJ – Partidos Jugados; PG - Partidos Ganados; PE - Partidos Empatados; PP - Partidos Perdidos; GF – Goles a Favor; GC – Goles en Contra; DIF – Diferencia de Goles; PTS - Puntos. |

|  | Clasificados directamente a los cuartos de final. |
|  | Último lugar.                                     |

## Tabla general
|     | Equipos                   |  | PJ | PG | PE | PP | GF | GC | Dif. | Pts. |
| --- | ------------------------- |  | -- | -- | -- | -- | -- | -- | ---- | ---- |
| 1.  | A.D. Jicaral Sercoba      |  | 16 | 11 | 3  | 2  | 33 | 17 | +16  | 36   |
| 2.  | A.D. COFUTPA              |  | 16 | 11 | 2  | 3  | 32 | 17 | +15  | 35   |
| 3.  | Puntarenas F.C.           |  | 16 | 10 | 4  | 2  | 29 | 10 | +19  | 34   |
| 4.  | A.D. Municipal Turrialba  |  | 16 | 9  | 4  | 3  | 29 | 20 | +9   | 31   |
| 5.  | Sporting San José         |  | 16 | 8  | 3  | 5  | 28 | 21 | +7   | 27   |
| 6.  | A.D. San Carlos           |  | 16 | 8  | 2  | 6  | 31 | 23 | +8   | 26   |
| 7.  | AS Puma                   |  | 16 | 8  | 2  | 6  | 32 | 27 | +5   | 26   |
| 8.  | A.D. Juventud Escazuceña  |  | 16 | 7  | 4  | 5  | 18 | 18 | 0    | 25   |
| 9.  | Municipal Santa Ana       |  | 16 | 7  | 3  | 6  | 27 | 16 | +11  | 24   |
| 10. | Curridabat F.C.           |  | 16 | 6  | 5  | 5  | 27 | 22 | +5   | 23   |
| 11. | C.S. Uruguay de Coronado  |  | 16 | 6  | 5  | 5  | 25 | 25 | 0    | 23   |
| 12. | A.D. Cariari Pococí       |  | 16 | 6  | 4  | 6  | 28 | 28 | 0    | 22   |
| 13. | A.D. Santa Rosa           |  | 16 | 6  | 2  | 8  | 32 | 32 | 0    | 20   |
| 14. | Aserrí F.C.               |  | 16 | 5  | 2  | 9  | 25 | 31 | -6   | 17   |
| 15. | A.D. Cartagena Guanacaste |  | 16 | 5  | 1  | 10 | 14 | 32 | -18  | 16   |
| 16. | A.D. Guanacasteca         |  | 16 | 4  | 3  | 9  | 23 | 26 | -3   | 15   |
| 17. | F.C. Moravia              |  | 16 | 1  | 3  | 12 | 18 | 38 | -20  | 6    |
| 18. | A.D. Barrio México        |  | 16 | 0  | 0  | 16 | 0  | 48 | -48  | 0    |

## Jornadas
- Los horarios son correspondientes al tiempo de Costa Rica (UTC-6).

### Grupo A
| A.D. COFUTPA      | 0 - 0 | A.D. Jicaral Sercoba      | "Palmareño" Solís                                        | 23 de julio | 11:00 |  |
| A.D. Santa Rosa   | 3 - 0 | A.D. Cartagena Guanacaste | Cancha de Santa Rosa                                     | 23 de julio | 12:00 |  |
| A.D. Guanacasteca | 1 - 1 | Municipal Santa Ana       | Estadio Chorotega                                        | 23 de julio | 11:00 |  |
| A.D. San Carlos   | 3 - 0 | A.D. Barrio México (*)    | * Partido no se realiza por deudas que acarrea el equipo |             |       |  |
| Total de goles: 8 |       |                           |                                                          |             |       |  |

| A.D.R. Jicaral         | 1 - 3 | A.D. San Carlos   | Cancha Asociación Cívica Jicaral                         | 30 de julio | 11:15 |  |
| Municipal Santa Ana    | 1 - 1 | A.D. COFUTPA      | Estadio Piedades de Santa Ana                            | 30 de julio | 11:00 |  |
| Puntarenas F.C.        | 1 - 1 | A.D. Guanacasteca | "Lito" Pérez                                             | 30 de julio | 11:00 |  |
| A.D. Barrio México (*) | 0 - 3 | A.D. Santa Rosa   | * Partido no se realiza por deudas que acarrea el equipo |             |       |  |
| Total de goles: 11     |       |                   |                                                          |             |       |  |

| A.D. San Carlos           | 2 - 0 | Municipal Santa Ana    | Estadio Carlos Ugalde                                    | 5 de agosto | 19:30 |  |
| A.D. COFUTPA              | 1 - 3 | Puntarenas F.C.        | "Palmareño" Solís                                        | 6 de agosto | 11:00 |  |
| A.D. Santa Rosa           | 1 - 2 | A.D. Jicaral Sercoba   | Cancha de Santa Rosa                                     | 6 de agosto | 12:00 |  |
| A.D. Cartagena Guanacaste | 3 - 0 | A.D. Barrio México (*) | * Partido no se realiza por deudas que acarrea el equipo |             |       |  |
| Total de goles: 12        |       |                        |                                                          |             |       |  |

| A.D. Jicaral Sercoba | 2 - 1 | A.D. Cartagena Guanacaste | Cancha Asociación Cívica Jicaral | 13 de agosto | 11:15 |  |
| Municipal Santa Ana  | 2 - 1 | A.D. Santa Rosa           | Estadio Piedades de Santa Ana    | 13 de agosto | 11:00 |  |
| Puntarenas F.C.      | 1 - 1 | A.D. San Carlos           | "Lito" Pérez                     | 13 de agosto | 11:00 |  |
| A.D. Guanacasteca    | 1 - 2 | A.D. COFUTPA              | Estadio Chorotega                | 13 de agosto | 11:00 |  |
| Total de goles: 11   |       |                           |                                  |              |       |  |

| A.D. San Carlos           | 4 - 3 | A.D. Guanacasteca    | Estadio Carlos Ugalde                                    | 19 de agosto | 19:30 |  |
| A.D. Santa Rosa           | 0 - 0 | Puntarenas F.C.      | Cancha de Santa Rosa                                     | 20 de agosto | 12:00 |  |
| A.D. Cartagena Guanacaste | 0 - 1 | Municipal Santa Ana  | Guillermo Vargas                                         | 20 de agosto | 11:00 |  |
| A.D. Barrio México (*)    | 0 - 3 | A.D. Jicaral Sercoba | * Partido no se realiza por deudas que acarrea el equipo | 20 de agosto | --:-- |  |
| Total de goles: 11        |       |                      |                                                          |              |       |  |

| Municipal Santa Ana | 3 - 0 | A.D. Barrio México (*)    | * Partido no se realiza por deudas que acarrea el equipo | 23 de agosto    | --:-- |  |
| Puntarenas F.C.     | 3 - 0 | A.D. Cartagena Guanacaste | "Lito" Pérez                                             | 23 de agosto    | 19:00 |  |
| A.D. Guanacasteca   | 2 - 4 | A.D. Santa Rosa           | Chorotega                                                | 6 de septiembre | 15:00 |  |
| A.D. COFUTPA        | 3 - 2 | A.D. San Carlos           | "Palmareño" Solís                                        | 23 de agosto    | 12:00 |  |
| Total de goles: 17  |       |                           |                                                          |                 |       |  |

| A.D. Santa Rosa           | 1 - 2 | A.D. COFUTPA        | Cancha de Santa Rosa                                     | 27 de agosto | 13:00 |  |
| A.D. Cartagena Guanacaste | 0 - 3 | A.D. Guanacasteca   | Guillermo Vargas                                         | 27 de agosto | 11:00 |  |
| A.D. Barrio México (*)    | 0 - 3 | Puntarenas F.C.     | * Partido no se realiza por deudas que acarrea el equipo | 27 de agosto | --:-- |  |
| A.D. Jicaral Sercoba      | 3 - 1 | Municipal Santa Ana | Cancha Asociación Cívica Jicaral                         | 27 de agosto | 11:15 |  |
| Total de goles: 13        |       |                     |                                                          |              |       |  |

| Puntarenas F.C.    | 1 - 1 | A.D.R. Jicaral            | "Lito" Pérez                                             | 2 de septiembre | 19:30 |  |
| A.D. Guanacasteca  | 3 - 0 | A.D. Barrio México(*)     | * Partido no se realiza por deudas que acarrea el equipo | 3 de septiembre | --:-- |  |
| A.D. COFUTPA       | 2 - 0 | A.D. Cartagena Guanacaste | "Palmareño" Solís                                        | 3 de septiembre | 14:00 |  |
| A.D. San Carlos    | 4 - 3 | A.D. Santa Rosa           | Estadio Carlos Ugalde                                    | 2 de septiembre | 19:30 |  |
| Total de goles: 14 |       |                           |                                                          |                 |       |  |

| A.D. San Carlos        | 0 - 1 | A.D. Cartagena Guanacaste | Estadio Carlos Ugalde                                    | 9 de septiembre  | 19:30 |  |
| A.D. Barrio México (*) | 0 - 3 | A.D. COFUTPA              | * Partido no se realiza por deudas que acarrea el equipo | 10 de septiembre | --:-- |  |
| A.D. Jicaral Sercoba   | 3 - 2 | A.D. Guanacasteca         | Cancha Asociación Cívica Jicaral                         | 10 de septiembre | 11:15 |  |
| Municipal Santa Ana    | 1 - 2 | Puntarenas F.C.           | Piedades de Santa Ana                                    | 10 de septiembre | 11:00 |  |
| Total de goles: 12     |       |                           |                                                          |                  |       |  |

| Municipal Santa Ana       | 1 - 0 | A.D. Guanacasteca | Estadio Piedades de Santa Ana                            | 17 de septiembre | 11:00 |  |
| A.D. Jicaral Sercoba      | 3 - 2 | A.D. COFUTPA      | Cancha Asociación Cívica Jicaral                         | 17 de septiembre | 11:15 |  |
| A.D. Barrio México (*)    | 0 - 3 | A.D. San Carlos   | * Partido no se realiza por deudas que acarrea el equipo | 17 de septiembre | --:-- |  |
| A.D. Cartagena Guanacaste | 4 - 2 | A.D. Santa Rosa   | Guillermo Vargas                                         | 17 de septiembre | 11:00 |  |
| Total de goles: 15        |       |                   |                                                          |                  |       |  |

| A.D. Santa Rosa    | 3 - 0 | A.D. Barrio México(*) | * Partido no se realiza por deudas que acarrea el equipo | 24 de septiembre | --:-- |  |
| A.D. San Carlos    | 1 - 2 | A.D. Jicaral Sercoba  | Estadio Carlos Ugalde                                    | 23 de septiembre | 19:30 |  |
| A.D. COFUTPA       | 2 - 1 | Municipal Santa Ana   | "Palmareño" Solís                                        | 24 de septiembre | 11:00 |  |
| A.D. Guanacasteca  | 0 - 3 | Puntarenas F.C.       | Chorotega                                                | 25 de octubre    | 11:00 |  |
| Total de goles: 12 |       |                       |                                                          |                  |       |  |

| Puntarenas F.C.       | 0 - 1 | A.D. COFUTPA              | "Lito" Pérez                                             | 1 de octubre | 11:00 |  |
| Municipal Santa Ana   | 2 - 3 | A.D. San Carlos           | Estadio Piedades de Santa Ana                            | 1 de octubre | 11:00 |  |
| A.D. Jicaral Sercoba  | 6 - 3 | A.D. Santa Rosa           | Cancha Asociación Cívica Jicaral                         | 1 de octubre | 11:15 |  |
| A.D. Barrio México(*) | 0 - 3 | A.D. Cartagena Guanacaste | * Partido no se realiza por deudas que acarrea el equipo | 1 de octubre | --:-- |  |
| Total de goles: 18    |       |                           |                                                          |              |       |  |

| A.D. Cartagena Guanacaste | 0 - 2 | A.D. Jicaral Sercoba | Guillermo Vargas      | 1 de noviembre | 12:15 |  |
| A.D. Santa Rosa           | 1 - 0 | Municipal Santa Ana  | Cancha de Santa Rosa  | 1 de noviembre | 15:00 |  |
| A.D. San Carlos           | 0 - 1 | Puntarenas F.C.      | Estadio Carlos Ugalde | 1 de noviembre | 20:00 |  |
| A.D. COFUTPA              | 3 - 1 | A.D. Guanacasteca    | "Palmareño" Solís     | 1 de noviembre | 12:00 |  |
| Total de goles: 8         |       |                      |                       |                |       |  |

| A.D. Guanacasteca    | 1 - 0 | A.D. San Carlos           | Chorotega                                                | 15 de octubre | 11:00 |  |
| Puntarenas F.C.      | 4 - 3 | A.D. Santa Rosa           | "Lito" Pérez                                             | 15 de octubre | 11:00 |  |
| Municipal Santa Ana  | 9 - 0 | A.D. Cartagena Guanacaste | Estadio Piedades de Santa Ana                            | 15 de octubre | 11:00 |  |
| A.D. Jicaral Sercoba | 3 - 0 | A.D. Barrio México(*)     | * Partido no se realiza por deudas que acarrea el equipo | 15 de octubre | --:-- |  |
| Total de goles: 20   |       |                           |                                                          |               |       |  |

| A.D. Barrio México(*)     | 0 - 3 | Municipal Santa Ana | * Partido no se realiza por deudas que acarrea el equipo | 18 de octubre | --:-- |  |
| A.D. Cartagena Guanacaste | 0 - 3 | Puntarenas F.C.     | Guillermo Vargas                                         | 18 de octubre | 11:00 |  |
| A.D. Santa Rosa           | 2 - 1 | A.D. Guanacasteca   | Cancha de Santa Rosa                                     | 18 de octubre | 15:00 |  |
| A.D. San Carlos           | 3 - 2 | A.D. COFUTPA        | Estadio Carlos Ugalde                                    | 18 de octubre | 20:00 |  |
| Total de goles: 14        |       |                     |                                                          |               |       |  |

| A.D. COFUTPA        | 3 - 0 | A.D. Santa Rosa           | "Palmareño" Solís                                        | 22 de octubre | 11:00 |  |
| A.D. Guanacasteca   | 0 - 0 | A.D. Cartagena Guanacaste | Chorotega                                                | 22 de octubre | 11:00 |  |
| Puntarenas F.C.     | 3 - 0 | A.D. Barrio México(*)     | * Partido no se realiza por deudas que acarrea el equipo | 22 de octubre | --:-- |  |
| Municipal Santa Ana | 0 - 0 | A.D. Jicaral Sercoba      | Estadio Piedades de Santa Ana                            | 22 de octubre | 11:00 |  |
| Total de goles: 6   |       |                           |                                                          |               |       |  |

| A.D. Jicaral Sercoba      | 0 - 1 | Puntarenas F.C.   | Cancha Asociación Cívica Jicaral                         | 29 de octubre        | 11:15 |  |
| A.D. Barrio México(*)     | 0 - 3 | A.D. Guanacasteca | * Partido no se realiza por deudas que acarrea el equipo | 29 de octubre        | --:-- |  |
| A.D. Cartagena Guanacaste | 1 - 2 | A.D. COFUTPA      | 28 de octubre                                            | Guillermo Vargas     | 14:15 |  |
| A.D. Santa Rosa           | 2 - 2 | A.D. San Carlos   | 29 de octubre                                            | Cancha de Santa Rosa | 14:00 |  |
| Total de goles: 11        |       |                   |                                                          |                      |       |  |

| A.D. Cartagena Guanacaste | 1 - 0 | A.D. San Carlos       | Guillermo Vargas                                         | 5 de noviembre | 12:00 |  |
| A.D. COFUTPA              | 3 - 0 | A.D. Barrio México(*) | * Partido no se realiza por deudas que acarrea el equipo | 5 de noviembre | --:-- |  |
| A.D. Guanacasteca         | 1 - 2 | A.D. Jicaral Sercoba  | Chorotega                                                | 5 de noviembre | 12:00 |  |
| Puntarenas F.C.           | 0 - 1 | Municipal Santa Ana   | "Lito" Pérez                                             | 5 de noviembre | 12:00 |  |
| Total de goles: 8         |       |                       |                                                          |                |       |  |

### Grupo B
| Sporting San José  | 1 - 1 | A.D. Cariari Pococí      | Ernesto Rohrmoser                 | 22 de julio | 14:00 |  |
| Aserrí F.C.        | 1 - 3 | AS Puma                  | Polideportivo de Aserrí           | 22 de julio | 14:00 |  |
| Curridabat F.C.    | 2 - 0 | A.D. Municipal Turrialba | "Lito" Monge                      | 23 de julio | 11:00 |  |
| F.C. Moravia       | 1 - 2 | A.D. Juventud Escazuceña | Estadio Luis Ángel "Pipilo" Umaña | 23 de julio | 14:00 |  |
| Total de goles: 11 |       |                          |                                   |             |       |  |

| A.D. Municipal Turrialba | 3 - 1 | F.C. Moravia      | Rafael Ángel Camacho           | 30 de julio | 15:00 |  |
| AS Puma                  | 1 - 3 | Curridabat F.C.   | Polideportivo de Pérez Zeledón | 29 de julio | 13:00 |  |
| A.D. Cariari Pococí      | 2 - 3 | Aserrí F.C.       | Estadio Comunal de Cariari     | 30 de julio | 11:00 |  |
| C.S. Uruguay de Coronado | 2 - 0 | Sporting San José | El Labrador                    | 30 de julio | 15:00 |  |
| Total de goles: 15       |       |                   |                                |             |       |  |

| Aserrí F.C.              | 3 - 0 | C.S. Uruguay de Coronado | Polideportivo de Aserrí           | 5 de agosto     | 14:00 |  |
| Curridabat F.C.          | 3 - 1 | A.D. Cariari Pococí      | "Lito" Monge                      | 6 de agosto     | 11:00 |  |
| F.C. Moravia             | 0 - 2 | AS Puma                  | Estadio Luis Ángel "Pipilo" Umaña | 6 de agosto     | 14:00 |  |
| A.D. Juventud Escazuceña | 0 - 2 | A.D. Municipal Turrialba | Nicolás Masís                     | 6 de septiembre | 14:00 |  |
| Total de goles: 11       |       |                          |                                   |                 |       |  |

| AS Puma                  | 2 - 1 | A.D. Juventud Escazuceña | Polideportivo de Pérez Zeledón | 12 de agosto | 13:00 |  |
| A.D. Cariari Pococí      | 3 - 1 | F.C. Moravia             | Estadio Comunal de Cariari     | 13 de agosto | 11:00 |  |
| C.S. Uruguay de Coronado | 1 - 1 | Curridabat F.C.          | El Labrador                    | 12 de agosto | 19:00 |  |
| Sporting San José        | 2 - 0 | Aserrí F.C.              | Ernesto Rohrmoser              | 12 de agosto | 15:00 |  |
| Total de goles: 11       |       |                          |                                |              |       |  |

| Curridabat F.C.          | 1 - 2 | Sporting San José        | "Lito" Monge                      | 20 de agosto | 11:00 |  |
| F.C. Moravia             | 2 - 1 | C.S. Uruguay de Coronado | Estadio Luis Ángel "Pipilo" Umaña | 20 de agosto | 14:00 |  |
| A.D. Juventud Escazuceña | 2 - 1 | A.D. Cariari Pococí      | Nicolás Masís                     | 18 de agosto | 15:00 |  |
| A.D. Municipal Turrialba | 3 - 1 | AS Puma                  | Polideportivo de Pérez Zeledón    | 18 de agosto | 13:00 |  |
| Total de goles: 13       |       |                          |                                   |              |       |  |

| A.D. Cariari Pococí      | 2 - 2 | A.D. Municipal Turrialba | Estadio Comunal de Cariari | 23 de agosto | 15:00 |  |
| C.S. Uruguay de Coronado | 2 - 1 | A.D. Juventud Escazuceña | El Labrador                | 23 de agosto | 19:00 |  |
| Sporting San José        | 4 - 0 | F.C. Moravia             | Ernesto Rohrmoser          | 23 de agosto | 15:00 |  |
| Aserrí F.C.              | 2 - 2 | Curridabat F.C.          | Polideportivo de Aserrí    | 23 de agosto | 11:00 |  |
| Total de goles: 15       |       |                          |                            |              |       |  |

| F.C. Moravia             | 1 - 2 | Aserrí F.C.              | Estadio Luis Ángel "Pipilo" Umaña | 27 de agosto | 14:00 |  |
| A.D. Juventud Escazuceña | 0 - 1 | Sporting San José        | Nicolás Masís                     | 26 de agosto | 15:00 |  |
| A.D. Municipal Turrialba | 1 - 1 | C.S. Uruguay de Coronado | Rafael Ángel Camacho              | 27 de agosto | 15:00 |  |
| AS Puma                  | 3 - 0 | A.D. Cariari Pococí      | Polideportivo de Pérez Zeledón    | 26 de agosto | 13:00 |  |
| Total de goles: 9        |       |                          |                                   |              |       |  |

| C.S. Uruguay de Coronado | 2 - 1 | AS Puma                  | El Labrador             | 2 de septiembre | 19:00 |  |
| Aserrí F.C.              | 0 - 1 | A.D. Juventud Escazuceña | Polideportivo de Aserrí | 3 de septiembre | 11:00 |  |
| Sporting San José        | 1 - 2 | A.D. Municipal Turrialba | Ernesto Rohrmoser       | 2 de septiembre | 13:00 |  |
| Curridabat F.C.          | 2 - 1 | F.C. Moravia             | "Lito" Monge            | 3 de septiembre | 11:00 |  |
| Total de goles: 10       |       |                          |                         |                 |       |  |

| A.D. Juventud Escazuceña | 0 - 0 | Curridabat F.C.          | Nicolás Masís                  | 9 de septiembre  | 15:00 |  |
| A.D. Municipal Turrialba | 2 - 1 | Aserrí F.C.              | Rafael Ángel Camacho           | 10 de septiembre | 15:00 |  |
| AS Puma                  | 1 - 3 | Sporting San José        | Polideportivo de Pérez Zeledón | 9 de septiembre  | 14:00 |  |
| A.D. Cariari Pococí      | 3 - 1 | C.S. Uruguay de Coronado | Estadio Comunal de Cariari     | 11 de noviembre  | 11:00 |  |
| Total de goles: 11       |       |                          |                                |                  |       |  |

| A.D. Cariari Pococí      | 2 - 0 | Sporting San José | Estadio Comunal de Cariari     | 17 de septiembre | 14:00 |  |
| AS Puma                  | 3 - 2 | Aserrí F.C.       | Polideportivo de Pérez Zeledón | 16 de septiembre | 13:00 |  |
| A.D. Municipal Turrialba | 2 - 1 | Curridabat F.C.   | Rafael Ángel Camacho           | 17 de septiembre | 11:00 |  |
| A.D. Juventud Escazuceña | 2 - 0 | F.C. Moravia      | Nicolás Masís                  | 16 de septiembre | 14:00 |  |
| Total de goles: 12       |       |                   |                                |                  |       |  |

| F.C. Moravia      | 1 - 1 | A.D. Municipal Turrialba | Estadio Luis Ángel "Pipilo" Umaña | 24 de septiembre | 11:00 |  |
| Curridabat F.C.   | 1 - 2 | AS Puma                  | "Lito" Monge                      | 24 de septiembre | 11:00 |  |
| Aserrí F.C.       | 0 - 0 | A.D. Cariari Pococí      | Polideportivo de Aserrí           | 4 de octubre     | 15:00 |  |
| Sporting San José | 1 - 1 | C.S. Uruguay de Coronado | Ernesto Rohrmoser                 | 23 de septiembre | 15:00 |  |
| Total de goles: 7 |       |                          |                                   |                  |       |  |

| C.S. Uruguay de Coronado | 3 - 2 | Aserrí F.C.              | El Labrador                    | 30 de septiembre | 15:00 |  |
| A.D. Cariari Pococí      | 3 - 1 | Curridabat F.C.          | Estadio Comunal de Cariari     | 1 de octubre     | 14:00 |  |
| AS Puma                  | 5 - 2 | F.C. Moravia             | Polideportivo de Pérez Zeledón | 30 de septiembre | 13:00 |  |
| A.D. Municipal Turrialba | 3 - 0 | A.D. Juventud Escazuceña | Rafael Ángel Camacho           | 1 de octubre     | 13:30 |  |
| Total de goles: 19       |       |                          |                                |                  |       |  |

| A.D. Juventud Escazuceña | 1 - 1 | AS Puma                  | Nicolás Masís                     | 1 de noviembre | 13:00 |  |
| F.C. Moravia             | 1 - 2 | A.D. Cariari Pococí      | Estadio Luis Ángel "Pipilo" Umaña | 1 de noviembre | 11:00 |  |
| Curridabat F.C.          | 3 - 1 | C.S. Uruguay de Coronado | "Lito" Monge                      | 1 de noviembre | 15:00 |  |
| Aserrí F.C.              | 4 - 3 | Sporting San José        | Polideportivo de Aserrí           | 1 de noviembre | 11:00 |  |
| Total de goles: 16       |       |                          |                                   |                |       |  |

| Sporting San José        | 3 - 2 | Curridabat F.C.          | Ernesto Rohrmoser          | 14 de octubre  | 15:00 |  |
| C.S. Uruguay de Coronado | 2 - 1 | F.C. Moravia             | El Labrador                | 15 de octubre  | 15:00 |  |
| A.D. Cariari Pococí      | 1 - 2 | A.D. Juventud Escazuceña | Estadio Comunal de Cariari | 15 de octubre  | 14:00 |  |
| AS Puma                  | 4 - 1 | A.D. Municipal Turrialba | Rafael Ángel Camacho       | 8 de noviembre | 15:00 |  |
| Total de goles: 16       |       |                          |                            |                |       |  |

| A.D. Municipal Turrialba | 3 - 3 | A.D. Cariari Pococí      | Rafael Ángel Camacho              | 18 de octubre | 13:30 |  |
| A.D. Juventud Escazuceña | 1 - 1 | C.S. Uruguay de Coronado | Nicolás Masís                     | 18 de octubre | 15:00 |  |
| F.C. Moravia             | 3 - 3 | Sporting San José        | Estadio Luis Ángel "Pipilo" Umaña | 18 de octubre | 14:00 |  |
| Curridabat F.C.          | 3 - 1 | Aserrí F.C.              | "Lito" Monge                      | 18 de octubre | 15:00 |  |
| Total de goles: 18       |       |                          |                                   |               |       |  |

| Aserrí F.C.              | 4 - 3 | F.C. Moravia             | Polideportivo de Aserrí    | 22 de octubre | 11:00 |  |
| Sporting San José        | 1 - 2 | A.D. Juventud Escazuceña | Ernesto Rohrmoser          | 21 de octubre | 15:00 |  |
| C.S. Uruguay de Coronado | 1 - 2 | A.D. Municipal Turrialba | El Labrador                | 22 de octubre | 15:00 |  |
| A.D. Cariari Pococí      | 3 - 1 | AS Puma                  | Estadio Comunal de Cariari | 22 de octubre | 14:00 |  |
| Total de goles: 17       |       |                          |                            |               |       |  |

| AS Puma                  | 2 - 2 | C.S. Uruguay de Coronado | Polideportivo de Pérez Zeledón    | 28 de octubre | 13:00 |  |
| A.D. Municipal Turrialba | 0 - 1 | Sporting San José        | Rafael Ángel Camacho              | 29 de octubre | 13:30 |  |
| A.D. Juventud Escazuceña | 1 - 0 | Aserrí F.C.              | Nicolás Masís                     | 29 de octubre | 12:00 |  |
| F.C. Moravia             | 0 - 0 | Curridabat F.C.          | Estadio Luis Ángel "Pipilo" Umaña | 29 de octubre | 14:00 |  |
| Total de goles: 6        |       |                          |                                   |               |       |  |

| Curridabat F.C.          | 2 - 2 | A.D. Juventud Escazuceña | "Lito" Monge            | 5 de noviembre | 12:00 |  |
| Aserrí F.C.              | 0 - 2 | A.D. Municipal Turrialba | Polideportivo de Aserrí | 5 de noviembre | 12:00 |  |
| Sporting San José        | 2 - 0 | AS Puma                  | Ernesto Rohrmoser       | 5 de noviembre | 12:00 |  |
| C.S. Uruguay de Coronado | 4 - 1 | A.D. Cariari Pococí      | El Labrador             | 5 de noviembre | 12:00 |  |
| Total de goles: 13       |       |                          |                         |                |       |  |

## Fase final
|  | Cuartos de final                                     | Cuartos de final                                     | Cuartos de final                                     |   |                      | Semifinales                                      | Semifinales                                      | Semifinales                                      |  |  | Final                                          | Final                                          | Final                                          |
|  | 12/15 de noviembre (ida) 18/19 de noviembre (vuelta) | 12/15 de noviembre (ida) 18/19 de noviembre (vuelta) | 12/15 de noviembre (ida) 18/19 de noviembre (vuelta) |   |                      | 25/26 de noviembre (ida) 3 de diciembre (vuelta) | 25/26 de noviembre (ida) 3 de diciembre (vuelta) | 25/26 de noviembre (ida) 3 de diciembre (vuelta) |  |  | 10 de diciembre (ida) 17 de diciembre (vuelta) | 10 de diciembre (ida) 17 de diciembre (vuelta) | 10 de diciembre (ida) 17 de diciembre (vuelta) |
|  |                                                      |                                                      |                                                      |   |                      |                                                  |                                                  |                                                  |  |  |                                                |                                                |                                                |
|  | A.D. Jicaral Sercoba                                 | 1                                                    | 1 (4)                                                |   |                      |                                                  |                                                  |                                                  |  |  |                                                |                                                |                                                |
|  | Juventud Escazuceña                                  | 1                                                    | 1 (3)                                                |   |                      |                                                  |                                                  |                                                  |  |  |                                                |                                                |                                                |
|  | Juventud Escazuceña                                  | 1                                                    | 1 (3)                                                |   | A.D. Jicaral Sercoba | 1                                                | 0                                                |                                                  |  |  |                                                |                                                |                                                |
|  |                                                      |                                                      |                                                      |   | A.D. Jicaral Sercoba | 1                                                | 0                                                |                                                  |  |  |                                                |                                                |                                                |
|  |                                                      | Sporting San José                                    | 0                                                    | 0 |                      |                                                  |                                                  |                                                  |  |  |                                                |                                                |                                                |
|  | Sporting San José                                    | Sporting San José                                    | 0                                                    | 0 | 1                    | 5                                                |                                                  |                                                  |  |  |                                                |                                                |                                                |
|  | Sporting San José                                    |                                                      |                                                      |   | 1                    | 5                                                |                                                  |                                                  |  |  |                                                |                                                |                                                |
|  | Puntarenas F.C.                                      | 1                                                    | 2                                                    |   |                      |                                                  |                                                  |                                                  |  |  |                                                |                                                |                                                |
|  |                                                      |                                                      |                                                      |   |                      |                                                  |                                                  |                                                  |  |  | A.D. Jicaral Sercoba                           | 3                                              | 2                                              |
|  |                                                      |                                                      | A.D. San Carlos                                      | 3 | 1                    |                                                  |                                                  |                                                  |  |  |                                                |                                                |                                                |
|  | A.D. COFUTPA                                         | 1                                                    | 2                                                    |   |                      |                                                  |                                                  |                                                  |  |  |                                                |                                                |                                                |
|  | AS Puma                                              | 0                                                    | 1                                                    |   |                      |                                                  |                                                  |                                                  |  |  |                                                |                                                |                                                |
|  | AS Puma                                              | 0                                                    | 1                                                    |   | A.D. COFUTPA         | 1                                                | 1                                                |                                                  |  |  |                                                |                                                |                                                |
|  |                                                      |                                                      |                                                      |   | A.D. COFUTPA         | 1                                                | 1                                                |                                                  |  |  |                                                |                                                |                                                |
|  |                                                      | A.D. San Carlos                                      | 3                                                    | 0 |                      |                                                  |                                                  |                                                  |  |  |                                                |                                                |                                                |
|  | A.D. Municipal Turrialba                             | A.D. San Carlos                                      | 3                                                    | 0 | 0                    | 0                                                |                                                  |                                                  |  |  |                                                |                                                |                                                |
|  | A.D. Municipal Turrialba                             |                                                      |                                                      |   | 0                    | 0                                                |                                                  |                                                  |  |  |                                                |                                                |                                                |
|  | A.D. San Carlos                                      | 1                                                    | 1                                                    |   |                      |                                                  |                                                  |                                                  |  |  |                                                |                                                |                                                |

### Cuartos de final

#### A.D. Jicaral Sercoba-A.D. Juventud Escazuceña
| Ida; 15 de noviembre de 2017, 15:00 | A.D. Juventud Escazuceña | 1-1 (0:1) | A.D. Jicaral Sercoba | Nicolás Masís, Escazú    |                          |
|                                     | Villalobos 93'           |           | Mora 13'             | Árbitro(s): Allen Quiros | Árbitro(s): Allen Quiros |

| Vuelta; 19 de noviembre de 2017, 11:15 | A.D. Jicaral Sercoba                         | 1:1 (1:1, 0:1) (t. s.)(4:3 p.) | A.D. Juventud Escazuceña                           | Asociación Cívica Jicaral, Puntarenas |                           |
|                                        | Mora 74'                                     |                                | Tahuill 16'                                        | Árbitro(s): Geiner Zúñiga             | Árbitro(s): Geiner Zúñiga |
|                                        |                                              | Tiros desde el punto penal     |                                                    |                                       |                           |
|                                        | Gibbons · Jiménez · Barahona · Molina · Sosa |                                | Arrieta · Tahuill · Villalobos · Cano · Villalobos |                                       |                           |

#### Sporting San José-Puntarenas F.C.
| Ida; 15 de noviembre de 2017, 15:00 | Sporting San José | 1-1 (0:0) | Puntarenas F.C. | Ernesto Rohrmoser, Pavas      |                               |
|                                     | Bermudez 53'      |           | Caruzo 65'      | Árbitro(s): Adrián Chinchilla | Árbitro(s): Adrián Chinchilla |

| Vuelta; 18 de noviembre de 2017, 19:30 | Puntarenas F.C.       | 2-5 (2:2, 0:1) (t. s.) | Sporting San José                    | "Lito" Pérez, Puntarenas  |                           |
|                                        | Quirós 58' Cooper 83' |                        | Flores 36' Castro 65' 105' 118' 120' | Árbitro(s): Pedro Navarro | Árbitro(s): Pedro Navarro |

#### A.D. COFUTPA-AS Puma
| Ida; 15 de noviembre de 2017, 19:30 | AS Puma | 0-1 (0:1) | A.D. COFUTPA | Municipal de Pérez Zeledón, Pérez Zeledón |                         |
|                                     |         |           | Chávez 34'   | Árbitro(s): Andrey Vega                   | Árbitro(s): Andrey Vega |

| Vuelta; 19 de noviembre de 2017, 14:00 | A.D. COFUTPA            | 2-1 (0:0) | AS Puma     | "Palmareño" Solís, Palmares |                         |
|                                        | Martínez 71' Spence 85' |           | Montoya 50' | Árbitro(s): David Gómez     | Árbitro(s): David Gómez |

#### A.D. Municipal Turrialba-A.D. San Carlos
| Ida; 12 de noviembre de 2017, 11:00 | A.D. San Carlos | 1-0 (1:0) | A.D. Municipal Turrialba | Carlos Ugalde Álvarez, San Carlos |                             |
|                                     | Solórzano 10'   |           |                          | Árbitro(s): Benjamín Pineda       | Árbitro(s): Benjamín Pineda |

| Vuelta; 19 de noviembre de 2017, 11:00 | A.D. Municipal Turrialba | 0-1 (0:1) | A.D. San Carlos | Rafael Ángel Camacho, Turrialba |                            |
|                                        |                          |           | Saborío 32'     | Árbitro(s): Henry Bejarano      | Árbitro(s): Henry Bejarano |

### Semifinales

#### Sporting San José-A.D. Jicaral Sercoba
| Ida; 25 de noviembre de 2017, 15:00 | Sporting San José | 0-1 (0:0) | A.D. Jicaral Sercoba | Ernesto Rohrmoser, Pavas |                          |
|                                     |                   |           | Pizarro 64'          | Árbitro(s): Josué Ugalde | Árbitro(s): Josué Ugalde |

| Vuelta; 3 de diciembre de 2017, 11:15 | A.D. Jicaral Sercoba | 0-0 (0:0) | Sporting San José | Asociación Cívica Jicaral, Puntarenas |  |
|                                       |                      |           |                   | Árbitro(s): Rigoberto Prendas         |  |

#### A.D. COFUTPA-A.D. San Carlos
| Ida; 26 de noviembre de 2017, 11:00 | A.D. San Carlos              | 3-1 (1:0) | A.D. COFUTPA         | Carlos Ugalde Álvarez, San Carlos |                            |
|                                     | Saborío 15' 83' González 76' |           | Solórzano 53' (pen.) | Árbitro(s): Carlos Salazar        | Árbitro(s): Carlos Salazar |

| Vuelta; 3 de diciembre de 2017, 14:00 | A.D. COFUTPA  | 0-1 (0:0) | A.D. San Carlos | "Palmareño" Solís, Palmares |                         |
|                                       | Rodríguez 91' |           |                 | Árbitro(s): Andrey Vega     | Árbitro(s): Andrey Vega |

### Finales

#### A.D. Jicaral Sercoba-A.D. San Carlos
| Ida; 10 de diciembre de 2017, 14:00 | A.D. San Carlos                        | 3-3 (3:1) | A.D. Jicaral Sercoba                  | Carlos Ugalde Álvarez, San Carlos |                             |
|                                     | González 9' Brenes 35' · Solórzano 38' |           | Gibbons 43' Camareno 57' · Molina 94' | Árbitro(s): Steven Madrigal       | Árbitro(s): Steven Madrigal |

| Vuelta; 17 de diciembre de 2017, 11:15 | A.D. Jicaral Sercoba | 2-1 | A.D. San Carlos | Asociación Cívica Jicaral, Puntarenas |  |
|                                        |                      |     |                 | Árbitro(s):                           |  |

#### Final - Ida
| 1     | POR   | Román Arrieta     |     |
| 3     | DEF   | William Ocampo    |     |
| 4     | DEF   | Fernando Brenes   |     |
| 21    | DEF   | Pablo Solano      |     |
| 25    | DEF   | Ronald Salas      |     |
| 7     | MED   | Bryan Solórzano   | 82' |
| 8     | MED   | Oscar Urroz       | 79' |
| 13    | MED   | Armando Rodríguez |     |
| 24    | MED   | Victor Chavarría  | 68' |
| 9     | DEL   | Álvaro Saborío    |     |
| 10    | DEL   | Luis González     |     |
| D. T. | D. T. | Fernando Sosa     |     |

| 30    | POR   | Nestor Mena        |     |
| 22    | DEF   | Hector Peralta     |     |
| 19    | DEF   | Jason Molina       |     |
| 2     | DEF   | Asdrúbal Gibbons   |     |
| 6     | DEF   | José Sosa          | 77' |
| 13    | DEF   | Kevin Patiño       |     |
| 20    | MED   | José Mora          | 14' |
| 7     | MED   | Leandro Martins    |     |
| 25    | MED   | Jordan Medina      | 51' |
| 21    | DEL   | Alex Martínez      |     |
| 9     | DEL   | Yehudy Pizarro     |     |
| D. T. | D. T. | Fernando Palomeque |     |

| 16 | Centrocampista | Ronald León  | 68' |
| 20 | Centrocampista | Jesús Vargas | 79' |
| 11 | Delantero      | Iván Ramírez | 82' |

| 12 | Centrocampista | Javier Camareno    | 14' |
| 28 | Centrocampista | Sebastian González | 51' |
| 11 | Delantero      | Carlos Barahona    | 77' |

| 9' · 35' · 38' | Fernando Brenes Bryan Solórzano Luis González | 1:0 2:0 3:0 |

| 43' · 57' · 94' | Asdrúbal Gibbons Javier Camareno Jason Molina | 3:1 3:2 3:3 |

| 75' | Armando Rodríguez |

| 54' | Jehudy Pizarro |

| Principal  | Steven Madrigal    |
| Asistentes | Jean Carlo Jiménez |
|            | William Chow       |
| Cuarto     | Josué Ugalde       |

|                    |   |   |
| Tiros              | - | - |
| Tiros a puerta     | - | - |
| Faltas             | - | - |
| Saques de esquina  | - | - |
| Penaltis           | - | - |
| Fueras de juego    | - | - |
| Posesión del balón | % | % |

| Alineación inicial |

| 1     | POR   | Román Arrieta     |     |
| 3     | DEF   | William Ocampo    |     |
| 4     | DEF   | Fernando Brenes   |     |
| 21    | DEF   | Pablo Solano      |     |
| 25    | DEF   | Ronald Salas      |     |
| 7     | MED   | Bryan Solórzano   | 82' |
| 8     | MED   | Oscar Urroz       | 79' |
| 13    | MED   | Armando Rodríguez |     |
| 24    | MED   | Victor Chavarría  | 68' |
| 9     | DEL   | Álvaro Saborío    |     |
| 10    | DEL   | Luis González     |     |
| D. T. | D. T. | Fernando Sosa     |     |

| 30    | POR   | Nestor Mena        |     |
| 22    | DEF   | Hector Peralta     |     |
| 19    | DEF   | Jason Molina       |     |
| 2     | DEF   | Asdrúbal Gibbons   |     |
| 6     | DEF   | José Sosa          | 77' |
| 13    | DEF   | Kevin Patiño       |     |
| 20    | MED   | José Mora          | 14' |
| 7     | MED   | Leandro Martins    |     |
| 25    | MED   | Jordan Medina      | 51' |
| 21    | DEL   | Alex Martínez      |     |
| 9     | DEL   | Yehudy Pizarro     |     |
| D. T. | D. T. | Fernando Palomeque |     |

| 16 | Centrocampista | Ronald León  | 68' |
| 20 | Centrocampista | Jesús Vargas | 79' |
| 11 | Delantero      | Iván Ramírez | 82' |

| 12 | Centrocampista | Javier Camareno    | 14' |
| 28 | Centrocampista | Sebastian González | 51' |
| 11 | Delantero      | Carlos Barahona    | 77' |

| 9' · 35' · 38' | Fernando Brenes Bryan Solórzano Luis González | 1:0 2:0 3:0 |

| 43' · 57' · 94' | Asdrúbal Gibbons Javier Camareno Jason Molina | 3:1 3:2 3:3 |

| 75' | Armando Rodríguez |

| 54' | Jehudy Pizarro |

| Principal  | Steven Madrigal    |
| Asistentes | Jean Carlo Jiménez |
|            | William Chow       |
| Cuarto     | Josué Ugalde       |

|                    |   |   |
| Tiros              | - | - |
| Tiros a puerta     | - | - |
| Faltas             | - | - |
| Saques de esquina  | - | - |
| Penaltis           | - | - |
| Fueras de juego    | - | - |
| Posesión del balón | % | % |

| Alineación inicial |

| 1     | POR   | Román Arrieta     |     |
| 3     | DEF   | William Ocampo    |     |
| 4     | DEF   | Fernando Brenes   |     |
| 21    | DEF   | Pablo Solano      |     |
| 25    | DEF   | Ronald Salas      |     |
| 7     | MED   | Bryan Solórzano   | 82' |
| 8     | MED   | Oscar Urroz       | 79' |
| 13    | MED   | Armando Rodríguez |     |
| 24    | MED   | Victor Chavarría  | 68' |
| 9     | DEL   | Álvaro Saborío    |     |
| 10    | DEL   | Luis González     |     |
| D. T. | D. T. | Fernando Sosa     |     |

| 30    | POR   | Nestor Mena        |     |
| 22    | DEF   | Hector Peralta     |     |
| 19    | DEF   | Jason Molina       |     |
| 2     | DEF   | Asdrúbal Gibbons   |     |
| 6     | DEF   | José Sosa          | 77' |
| 13    | DEF   | Kevin Patiño       |     |
| 20    | MED   | José Mora          | 14' |
| 7     | MED   | Leandro Martins    |     |
| 25    | MED   | Jordan Medina      | 51' |
| 21    | DEL   | Alex Martínez      |     |
| 9     | DEL   | Yehudy Pizarro     |     |
| D. T. | D. T. | Fernando Palomeque |     |

| 16 | Centrocampista | Ronald León  | 68' |
| 20 | Centrocampista | Jesús Vargas | 79' |
| 11 | Delantero      | Iván Ramírez | 82' |

| 12 | Centrocampista | Javier Camareno    | 14' |
| 28 | Centrocampista | Sebastian González | 51' |
| 11 | Delantero      | Carlos Barahona    | 77' |

| 9' · 35' · 38' | Fernando Brenes Bryan Solórzano Luis González | 1:0 2:0 3:0 |

| 43' · 57' · 94' | Asdrúbal Gibbons Javier Camareno Jason Molina | 3:1 3:2 3:3 |

| 75' | Armando Rodríguez |

| 54' | Jehudy Pizarro |

| Principal  | Steven Madrigal    |
| Asistentes | Jean Carlo Jiménez |
|            | William Chow       |
| Cuarto     | Josué Ugalde       |

|                    |   |   |
| Tiros              | - | - |
| Tiros a puerta     | - | - |
| Faltas             | - | - |
| Saques de esquina  | - | - |
| Penaltis           | - | - |
| Fueras de juego    | - | - |
| Posesión del balón | % | % |

| Alineación inicial |

| 1     | POR   | Román Arrieta     |     |
| 3     | DEF   | William Ocampo    |     |
| 4     | DEF   | Fernando Brenes   |     |
| 21    | DEF   | Pablo Solano      |     |
| 25    | DEF   | Ronald Salas      |     |
| 7     | MED   | Bryan Solórzano   | 82' |
| 8     | MED   | Oscar Urroz       | 79' |
| 13    | MED   | Armando Rodríguez |     |
| 24    | MED   | Victor Chavarría  | 68' |
| 9     | DEL   | Álvaro Saborío    |     |
| 10    | DEL   | Luis González     |     |
| D. T. | D. T. | Fernando Sosa     |     |

| 30    | POR   | Nestor Mena        |     |
| 22    | DEF   | Hector Peralta     |     |
| 19    | DEF   | Jason Molina       |     |
| 2     | DEF   | Asdrúbal Gibbons   |     |
| 6     | DEF   | José Sosa          | 77' |
| 13    | DEF   | Kevin Patiño       |     |
| 20    | MED   | José Mora          | 14' |
| 7     | MED   | Leandro Martins    |     |
| 25    | MED   | Jordan Medina      | 51' |
| 21    | DEL   | Alex Martínez      |     |
| 9     | DEL   | Yehudy Pizarro     |     |
| D. T. | D. T. | Fernando Palomeque |     |

| 16 | Centrocampista | Ronald León  | 68' |
| 20 | Centrocampista | Jesús Vargas | 79' |
| 11 | Delantero      | Iván Ramírez | 82' |

| 12 | Centrocampista | Javier Camareno    | 14' |
| 28 | Centrocampista | Sebastian González | 51' |
| 11 | Delantero      | Carlos Barahona    | 77' |

| 9' · 35' · 38' | Fernando Brenes Bryan Solórzano Luis González | 1:0 2:0 3:0 |

| 43' · 57' · 94' | Asdrúbal Gibbons Javier Camareno Jason Molina | 3:1 3:2 3:3 |

| 75' | Armando Rodríguez |

| 54' | Jehudy Pizarro |

| Principal  | Steven Madrigal    |
| Asistentes | Jean Carlo Jiménez |
|            | William Chow       |
| Cuarto     | Josué Ugalde       |

|                    |   |   |
| Tiros              | - | - |
| Tiros a puerta     | - | - |
| Faltas             | - | - |
| Saques de esquina  | - | - |
| Penaltis           | - | - |
| Fueras de juego    | - | - |
| Posesión del balón | % | % |

| Alineación inicial |

#### Final - Vuelta
| 1     | POR   | ? |  |
| 2     | DEF   | ? |  |
| 3     | DEF   | ? |  |
| 4     | DEF   | ? |  |
| 5     | DEF   | ? |  |
| 6     | MED   | ? |  |
| 7     | MED   | ? |  |
| 8     | MED   | ? |  |
| 9     | MED   | ? |  |
| 10    | DEL   | ? |  |
| 11    | DEL   | ? |  |
| D. T. | D. T. | ? |  |

| 1     | POR   | ? |  |
| 2     | DEF   | ? |  |
| 3     | DEF   | ? |  |
| 4     | DEF   | ? |  |
| 5     | DEF   | ? |  |
| 6     | MED   | ? |  |
| 7     | MED   | ? |  |
| 8     | MED   | ? |  |
| 9     | MED   | ? |  |
| 10    | DEL   | ? |  |
| 11    | DEL   | ? |  |
| D. T. | D. T. | ? |  |

| 12 | Defensa        | ? | Entró |
| 13 | Centrocampista | ? | Entró |
| 14 | Delantero      | ? | Entró |

| 12 | Defensa        | ? | Entró |
| 13 | Centrocampista | ? | Entró |
| 14 | Delantero      | ? | Entró |

| Anotado · Anotado | ? | : |

| Anotado · Anotado | ? | : |

| Amonestado · Amonestado | ? |

| Amonestado · Amonestado | ? |

| Expulsado · Otorgado · Expulsado | ? |

| Expulsado · Otorgado · Expulsado | ? |

| Principal  | ? |
| Asistentes | ? |
|            | ? |
| Cuarto     | ? |

|                    |   |   |
| Tiros              | - | - |
| Tiros a puerta     | - | - |
| Faltas             | - | - |
| Saques de esquina  | - | - |
| Penaltis           | - | - |
| Fueras de juego    | - | - |
| Posesión del balón | % | % |

| Alineación inicial |

| 1     | POR   | ? |  |
| 2     | DEF   | ? |  |
| 3     | DEF   | ? |  |
| 4     | DEF   | ? |  |
| 5     | DEF   | ? |  |
| 6     | MED   | ? |  |
| 7     | MED   | ? |  |
| 8     | MED   | ? |  |
| 9     | MED   | ? |  |
| 10    | DEL   | ? |  |
| 11    | DEL   | ? |  |
| D. T. | D. T. | ? |  |

| 1     | POR   | ? |  |
| 2     | DEF   | ? |  |
| 3     | DEF   | ? |  |
| 4     | DEF   | ? |  |
| 5     | DEF   | ? |  |
| 6     | MED   | ? |  |
| 7     | MED   | ? |  |
| 8     | MED   | ? |  |
| 9     | MED   | ? |  |
| 10    | DEL   | ? |  |
| 11    | DEL   | ? |  |
| D. T. | D. T. | ? |  |

| 12 | Defensa        | ? | Entró |
| 13 | Centrocampista | ? | Entró |
| 14 | Delantero      | ? | Entró |

| 12 | Defensa        | ? | Entró |
| 13 | Centrocampista | ? | Entró |
| 14 | Delantero      | ? | Entró |

| Anotado · Anotado | ? | : |

| Anotado · Anotado | ? | : |

| Amonestado · Amonestado | ? |

| Amonestado · Amonestado | ? |

| Expulsado · Otorgado · Expulsado | ? |

| Expulsado · Otorgado · Expulsado | ? |

| Principal  | ? |
| Asistentes | ? |
|            | ? |
| Cuarto     | ? |

|                    |   |   |
| Tiros              | - | - |
| Tiros a puerta     | - | - |
| Faltas             | - | - |
| Saques de esquina  | - | - |
| Penaltis           | - | - |
| Fueras de juego    | - | - |
| Posesión del balón | % | % |

| Alineación inicial |

| 1     | POR   | ? |  |
| 2     | DEF   | ? |  |
| 3     | DEF   | ? |  |
| 4     | DEF   | ? |  |
| 5     | DEF   | ? |  |
| 6     | MED   | ? |  |
| 7     | MED   | ? |  |
| 8     | MED   | ? |  |
| 9     | MED   | ? |  |
| 10    | DEL   | ? |  |
| 11    | DEL   | ? |  |
| D. T. | D. T. | ? |  |

| 1     | POR   | ? |  |
| 2     | DEF   | ? |  |
| 3     | DEF   | ? |  |
| 4     | DEF   | ? |  |
| 5     | DEF   | ? |  |
| 6     | MED   | ? |  |
| 7     | MED   | ? |  |
| 8     | MED   | ? |  |
| 9     | MED   | ? |  |
| 10    | DEL   | ? |  |
| 11    | DEL   | ? |  |
| D. T. | D. T. | ? |  |

| 12 | Defensa        | ? | Entró |
| 13 | Centrocampista | ? | Entró |
| 14 | Delantero      | ? | Entró |

| 12 | Defensa        | ? | Entró |
| 13 | Centrocampista | ? | Entró |
| 14 | Delantero      | ? | Entró |

| Anotado · Anotado | ? | : |

| Anotado · Anotado | ? | : |

| Amonestado · Amonestado | ? |

| Amonestado · Amonestado | ? |

| Expulsado · Otorgado · Expulsado | ? |

| Expulsado · Otorgado · Expulsado | ? |

| Principal  | ? |
| Asistentes | ? |
|            | ? |
| Cuarto     | ? |

|                    |   |   |
| Tiros              | - | - |
| Tiros a puerta     | - | - |
| Faltas             | - | - |
| Saques de esquina  | - | - |
| Penaltis           | - | - |
| Fueras de juego    | - | - |
| Posesión del balón | % | % |

| Alineación inicial |

| 1     | POR   | ? |  |
| 2     | DEF   | ? |  |
| 3     | DEF   | ? |  |
| 4     | DEF   | ? |  |
| 5     | DEF   | ? |  |
| 6     | MED   | ? |  |
| 7     | MED   | ? |  |
| 8     | MED   | ? |  |
| 9     | MED   | ? |  |
| 10    | DEL   | ? |  |
| 11    | DEL   | ? |  |
| D. T. | D. T. | ? |  |

| 1     | POR   | ? |  |
| 2     | DEF   | ? |  |
| 3     | DEF   | ? |  |
| 4     | DEF   | ? |  |
| 5     | DEF   | ? |  |
| 6     | MED   | ? |  |
| 7     | MED   | ? |  |
| 8     | MED   | ? |  |
| 9     | MED   | ? |  |
| 10    | DEL   | ? |  |
| 11    | DEL   | ? |  |
| D. T. | D. T. | ? |  |

| 12 | Defensa        | ? | Entró |
| 13 | Centrocampista | ? | Entró |
| 14 | Delantero      | ? | Entró |

| 12 | Defensa        | ? | Entró |
| 13 | Centrocampista | ? | Entró |
| 14 | Delantero      | ? | Entró |

| Anotado · Anotado | ? | : |

| Anotado · Anotado | ? | : |

| Amonestado · Amonestado | ? |

| Amonestado · Amonestado | ? |

| Expulsado · Otorgado · Expulsado | ? |

| Expulsado · Otorgado · Expulsado | ? |

| Principal  | ? |
| Asistentes | ? |
|            | ? |
| Cuarto     | ? |

|                    |   |   |
| Tiros              | - | - |
| Tiros a puerta     | - | - |
| Faltas             | - | - |
| Saques de esquina  | - | - |
| Penaltis           | - | - |
| Fueras de juego    | - | - |
| Posesión del balón | % | % |

| Alineación inicial |

|                   |
|                   |
| Jicaral Sercoba   |
| Número de títulos |

## Estadísticas

### Máximos goleadores
Lista con los máximos goleadores de la competencia.
| 1.º                                   | Centrocampista | Jaime Valderramos   | AS Puma                  | 14 |
| 2.º                                   | Delantero      | Ariel Zapata        | A.D. Cariari Pococí      | 10 |
| 2.º                                   | Delantero      | Álvaro Saborío      | A.D. San Carlos          | 10 |
| 4.º                                   | Delantero      | Jean Carlo Innecken | Municipal Santa Ana      | 9  |
| 4.º                                   | Delantero      | Froylán Alfaro      | C.S. Uruguay de Coronado | 9  |
| 4.º                                   | Defensa        | Asdrúbal Gibbons    | A.D. Jicaral Sercoba     | 9  |
| 4.º                                   | Centrocampista | Fabian Oviedo       | Curridabat F.C.          | 9  |
| 8.º                                   | Delantero      | Alejandro Castro    | Sporting San José        | 8  |
| 8.º                                   | Delantero      | Alonso Martínez     | A.D. COFUTPA             | 8  |
| 8.º                                   | Centrocampista | Gabriel Leiva       | A.D. Municipal Turrialba | 8  |
| 11.º                                  | Centrocampista | Anthony Rosales     | A.D. Santa Rosa          | 7  |
| 12.º                                  | Delantero      | Slahuko Jawnyj      | Aserrí F.C.              | 6  |
| 12.º                                  | Centrocampista | Daniel Jiménez      | C.S. Uruguay de Coronado | 6  |
| 12.º                                  | Centrocampista | Darnell Hylton      | Puntarenas F.C.          | 6  |
| 12.º                                  | Delantero      | Byron Bonilla       | Sporting San José        | 6  |
| 12.º                                  | Delantero      | Berny Solórzano     | A.D. COFUTPA             | 6  |
| 12.º                                  | Delantero      | Juan Vicente Solís  | A.D. San Carlos          | 6  |
| Última actualización: 20 de noviembre |                |                     |                          |    |